# 白井新平
白井新平（しらい しんぺい、1907年8月18日 - 1988年9月28日）は、日本のアナキスト、社会運動家、競馬評論家、実業家。
啓衆社の創業者であり、戦前から戦後初期にかけての日本競馬において多くの先駆的な試みを行った。筆名として山本三郎、アキ・ヤマモト（山本秋）などがある。競馬評論家の白井透、白井牧場創業者の白井民平は実子。元馬術競技選手の白井岳は孫。

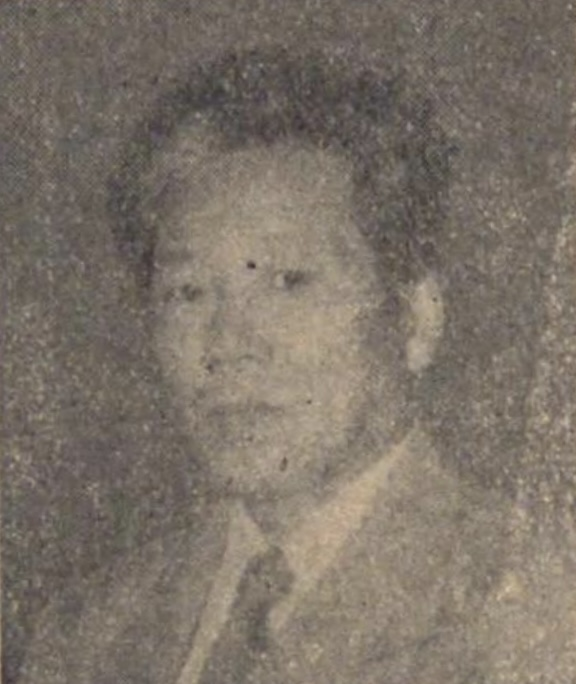
『時の人 時代を牛耳る人物点描』（1952年）掲載肖像

## 来歴

### 幼少期〜青年期
京都府舞鶴市余部にて、精密機械の仕上工であった喜代太郎とその妻らいの一人息子として生を受ける。父喜代太郎の生家・小津家は油問屋を家業としていたが、新平の祖父の代には遊び好きの道楽者が祟って準禁治産認定を受けている。喜代太郎は幼少期に豊中市で造り酒屋を営んでいた白井家へ養子に出されたのだがこちらもすぐに破産してしまい、小津家に引き取られたのちに手に職をつけるべく技術者となった。新平が3歳のころに家族は京都へ移り、その後も関西一円を転々とする生活が続く。8歳となった1915年には、母らいを腸チフスで亡くしている。
1920年、兵庫県立第一神戸中学校へ入学。これを4年で修了すると、1924年には大阪高等学校へ進学した。また、この間中学・高校と一貫して弁論部に所属している。しかしながら、高校2年となった1925年に父喜代太郎が梅毒により精神病院へと入院すると生活に困窮し、またやむなく始めた露店の古本商をしている際に出会ったのちの妻・政子との家出が新聞記事になったこともあって、1926年8月に大阪高等学校を自主退学した。

### アナキストとして
中学2年時の遠足の際、白蓮事件を題材に自由恋愛について演説を奮ったのを担任から「おまえは無政府主義者だ」と叱責されたことをきっかけに、大杉栄らアナキストの著作に関心を持つようになる。高校中退ののちは当時神戸市に拠点を置いていた増田信三らによるアナキスト団体黒闘社に3ヶ月身を寄せ、次いで大阪で夫婦ともに様々な労働をこなしながら大阪合成労働組合(大阪合成)の活動に二年間従事する。その後は上京すると、日本労働組合自由連合協議会に参加。1931年には浅草の日本染絨工場で起きた煙突男争議においてその交渉役を任されるなど、実践派のアナキストとして活動を続けた。しかしながら徐々に後述する競馬関係の活動が主となり、戦中に同志が当局により拘束されていく中でも特高内では「新平はアナはアナでも馬の方だ」と揶揄されるような状態であった。
それでも敗戦後の1946年1月には、天皇制を批判したパンフレット『天皇制を裁く』を出版。同年6月には日本アナキスト連盟の結成に参加し、その創立大会にも出席している。これらの活動が自然消滅したのちも、W.R.I(War Resisters' International)の日本での活動を支援するなどした。

### ホースマンとして

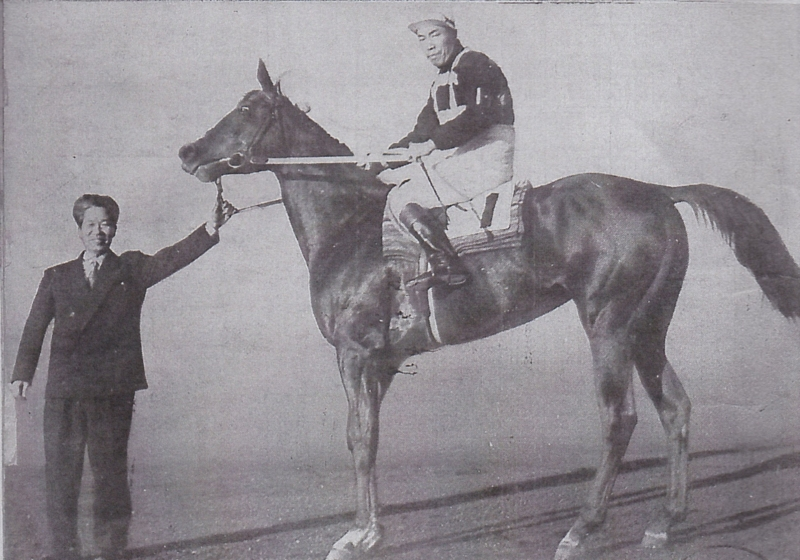
愛馬ホウセントと白井新平(左)

1929年12月、白井は新聞の求人広告をきっかけに月刊誌『競馬ファン』を発行していた黎明社に入社する。当初は社長の秘書のような仕事を担当していた白井であったが、すぐに人手不足の『競馬ファン』の編集へと回された。ギャンブルを生活の手段とすることを「コンシャス・マスターベーション(良心的自慰)」と嘯きながらも、白井は菊池寛や吉田善助らの競馬人らとも関わりを持つことになる。
前述した日本染絨の争議の際には社から離れた時期もあったが、1932年には『競馬ファン週報』創刊に際して現在まで一般的に用いられている馬柱によるレイアウトを考案。また同年には、それまで出走馬の公式な管理がなされていなかった地方競馬の分野にも進出すると、地方競馬に関する実践的な馬券指南本も執筆した。1937年には独立して競馬週報社を設立。地方競馬の予想雑誌『競馬週報』を創刊し、1938年には『競週ニュース』の名で公認競馬にも進出している。戦時統制により1939年に競馬新聞各社が統合され日本馬事普及協会が設立されると、白井はその専務理事に就任した。
戦後は1946年9月より、啓衆社と名を変えて競馬関係の出版を再開している。1946年より国営競馬におけるリーディングトレーナー・リーディングジョッキーの表彰を始めたほか、年度代表馬の選定やフリーハンデの発表など、戦後日本競馬の成立に大きな役割を果たした。またこの時期の啓衆社からはのちに「競馬の神様」と謳われる大川慶次郎や『優駿』の名物編集長となる宇佐見恒雄、『サラブレッド、ファミリー』『埼玉県競馬史』『アラブ系牝馬系統大鑑』を執筆した田辺一夫といった、有力な競馬評論家が輩出された。白井自身もたびたび誌面上で筆を振るい、伝貧やアングロアラブ競走、競走馬用途の馬輸入自由化などについては、一貫して国営・中央競馬に批判的な立場を取っている。
また新聞・雑誌を通した文筆活動のみならず、1952年には渡米して繁殖用にサラブレッドとトロッター16頭を輸入。1957年にはランチョトマコマイという名の牧場を設立するなど、馬主・生産者としても活動を広げた。さらには前述の渡米の際にはアメリカ競馬で導入されていたパトロールフィルム・判定写真・スターティングゲートに感銘を受け、南関東公営競馬へこれらの導入を提案。1957年にはイギリス側の招待でクレペロのエプソムダービーを観戦し、1960年に第1回が開催されたアジア競馬会議においても、オブザーバーや船橋競馬場の馬主会理事として参加した。また通例勝負服には騎手服ないしは枠番服が採用されている地方競馬にあって、白井は唯一特例として馬主服を認められている。

### 晩年
1972年7月、白井はかねてから専門紙間の早刷り競争で苦戦を強いられていた啓衆社を手放している。また1980年に10年越しの裁判により離婚が確定するまで後妻のフサとは女性問題や経営権を巡って対立し、1967年には三男透とフサによりランチョ取締役代表職務停止の仮処分を千葉地裁に請求されている。一時はランチョトマコマイを任せていた四男の民平との間にも確執があり、民平は白井牧場として独立する結果となった。伝貧問題から1973年には国と道庁より家畜伝染病予防法違反で起訴され罰金刑が確定したが、白井は敢えて千葉刑務所での労役を主張して入獄している。
そうした状況にありながらも、白井は『黒旗の下に』『リベルテール』といったアナキズム雑誌を発行し、天皇制についての独自の古代史研究を進めた。競馬に関しても、中央競馬に批判的な評論を発表し続けている。1988年、東京の虎ノ門病院にて胃がんのため死去した。

## 家族
白井は生涯で三度の結婚を経験している。最初の妻政子との間には長男凡平と次男の徹が産まれたが、政子は肺結核により1937年に死去。1939年にのちに札幌での進駐軍競馬を主催する高木清の妹フサと東京競馬場で知り合い、再婚。三男透、四男の民平ら三男一女に恵まれるも、前述の通り経営権を巡って骨肉の争いとなってしまった。フサとの離婚が成立するとそれまで同棲していた女性と結婚したが、白井が60歳の時にこの女性との間にも六男を儲けている。